# Lőcseszentanna
Lőcseszentanna (szlovákul Závada) Lőcse városrésze, a központtól északketetre található Szlovákia Eperjesi kerület Lőcsei járásában.

## Története
1317-ben első ismert említésekor (1317. Villa Gottfredi), a kiváltságolt szepesi szász települések közt szerepel. Német lakóit később szlovákok váltják fel, és Zavada néven Lőcse jobbágyfaluja lett. Neve 1906-tól Lőcseszentanna. A trianoni békeszerződés előtt Szepes vármegye Lőcsei járásába tartozott.
1976-ban csatolták Lőcséhez. Ismert búcsújáróhely.

## Népessége
1910-ben 293, 1970-ben 169 szlovák lakója volt.

## Nevezetességei
- Szent Anna római katolikus plébániatemplom, 1809-es alapítású.